# Verkiezingen voor het Europees Parlement 2004/Kandidatenlijst/FN
Dit is de kandidatenlijst van het Belgische Front National voor de Europese Parlementsverkiezingen van 2004.

## Effectieven
1. Daniel Féret
2. Audrey Rorive
3. Emanuele Licari
4. Yvette Dejardin
5. Charles Petitjean
6. Annick Chauvier
7. Thierry de Looz-Corswarem
8. Milena Garnicz-Garnicka
9. Francis Detraux

## Opvolgers
1. Audrey Rorive
2. Michel Delacroix
3. Christiane Van Nieuwenhoven
4. Catherine Foucart
5. Paul Arku
6. Guy Hance